# Теньковское сельское поселение
Теньковское се́льское поселе́ние — муниципальное образование в Камско-Устьинском районе Татарстана Российской Федерации.
Административный центр — село Теньки.

## История
Статус и границы сельского поселения установлены Законом Республики Татарстан от 31 марта 2005 года № 26-ЗРТ «Об установлении границ территорий и статусе муниципального образования "Камско-Устьинский муниципальный район" и муниципальных образований в его составе».

## Население
| 2010  | 2011  | 2012  | 2013  | 2014  | 2015  | 2016  |
| ----- | ----- | ----- | ----- | ----- | ----- | ----- |
| 1729  | ↘1720 | ↘1675 | ↘1655 | ↘1639 | ↘1599 | ↘1583 |
| 2017  | 2018  |       |       |       |       |       |
| ↘1560 | ↘1529 |       |       |       |       |       |

## Состав сельского поселения
| № | Населённый пункт                    | Тип населённого пункта       | Население |
| - | ----------------------------------- | ---------------------------- | --------- |
| 1 | Лабышка                             | деревня                      |           |
| 2 | Свободный Труд                      | посёлок                      |           |
| 3 | Татарской зональной опытной станции | посёлок                      |           |
| 4 | Теньки                              | село, административный центр |           |
| 5 | Тукай                               | деревня                      |           |
| 6 | Ясная Поляна                        | деревня                      |           |